# Trophée européen de course en montagne 1998
Navigation
1997 1999
Le Trophée européen de course en montagne 1998 est une compétition de course en montagne qui s'est déroulée le 5 juillet 1998 à Sestrières en Italie. Il s'agit de la quatrième édition de l'épreuve.

## Résultats
La course masculine se déroule sur un parcours de deux boucles pour un total de 13,2 km et 710 m de dénivelé. L'Italien Antonio Molinari et l'Anglais Andrew Pearson se livrent un duel pour la victoire, mais l'Italien s'impose finalement. Le champion du monde Marco De Gasperi complète le podium. Avec Lucio Fregona en cinquième position, l'Italie remporte aisément le classement par équipes. L'Angleterre termine deuxième et le Portugal troisième.
La course féminine ne parcourt qu'une fois la boucle. Il mesure 7,8 km pour 420 m de dénivelé. Très à l'aise à domiciles, les athlètes italiennes dominent la course et terminent en un tir groupé aux quatre premières places. Rosita Rota Gelpi remporte la victoire devant Flavia Gaviglio, Pierangela Baronchelli et Maria Grazia Roberti. Le classement féminin par équipes s'effectue dorénavant comme celui masculin, avec les trois meilleures athlètes classées. L'équipe italienne domine ainsi le classement par équipes devant la France et l'Angleterre.

### Individuels
| Rang               | Athlète          | Pays       | Temps       |
| ------------------ | ---------------- | ---------- | ----------- |
| Médaille d'or      | Antonio Molinari | Italie     | 53 min 2 s  |
| Médaille d'argent  | Andrew Pearson   | Angleterre | 53 min 44 s |
| Médaille de bronze | Marco De Gasperi | Italie     | 53 min 58 s |
| 4                  | Jaime Mendes     | Portugal   | 54 min 5 s  |
| 5                  | Lucio Fregona    | Italie     | 54 min 17 s |
| 6                  | Marcel Matanin   | Slovaquie  | 54 min 43 s |
| 7                  | Stéphane Mahéo   | France     | 54 min 45 s |
| 8                  | João Serralheiro | Portugal   | 54 min 48 s |

| Rang               | Athlète                | Pays       | Temps       |
| ------------------ | ---------------------- | ---------- | ----------- |
| Médaille d'or      | Rosita Rota Gelpi      | Italie     | 34 min 58 s |
| Médaille d'argent  | Flavia Gaviglio        | Italie     | 35 min 47 s |
| Médaille de bronze | Pierangela Baronchelli | Italie     | 36 min 14 s |
| 4                  | Maria Grazia Roberti   | Italie     | 36 min 22 s |
| 5                  | Carol Greenwood        | Angleterre | 36 min 38 s |
| 6                  | Alena Briedova         | Slovaquie  | 37 min 31 s |
| 7                  | Martine Payet          | France     | 38 min 9 s  |
| 8                  | Hafida Gadi            | France     | 38 min 31 s |

### Équipes
| Rang               | Pays                                                                                          | Points |
| ------------------ | --------------------------------------------------------------------------------------------- | ------ |
| Médaille d'or      | Italie Antonio Molinari (1er) Marco De Gasperi (3e) Lucio Fregona (5e) Roberto Porro (18e)    | 9      |
| Médaille d'argent  | Angleterre Andrew Pearson (2e) Mark Roberts (9e) Ian Holmes (13e) Martin Cox (67e)            | 24     |
| Médaille de bronze | Portugal Jaime Mendes (4e) João Serralheiro (8e) Orlando Francisco (20e) Vitor Cordeiro (27e) | 32     |

| Rang               | Pays | Points |
| ------------------ | --- | ------ |
| Médaille d'or      | Italie Rosita Rota Gelpi (1re) Flavia Gaviglio (2e) Pierangela Baronchelli (3e) Maria Grazia Roberti (4e) | 6      |
| Médaille d'argent  | France Martine Payet (7e) Hafida Gadi (8e) Karine Herry (13e) Aurélia Truel (17e)                         | 28     |
| Médaille de bronze | Angleterre Carol Greenwood (5e) Jessica Turnbull (11e) Victoria Wilkinson (14e) Yvette Hague (20e)        | 30     |